# Пропаганда гомосексуалізму
«Пропаганда гомосексуальності», також «пропаганда гомосексуалізму», «ЛГБТ-пропаганда» (англ. Homosexual propaganda, Homosexual agenda, Promotion of homosexuality, «порядок денний геїв») — термін, що трактує дії спільноти ЛГБТК+ щодо просування своєї сексуальної орієнтації «формуванням позитивної громадської думки щодо гомосексуальності». Цей термін виник у середовищі соціальних консерваторів у Сполучених Штатах Америки і поширився в інших країнах з активним рухом проти ЛГБТ, таких як Україна, Угорщина, Уганда, Російська Федерація та деякі інші.
Незважаючи, на деякі наукові докази природного походження гомосексуальності та бісексуальності, цей термін позначає зусилля щодо зміни сприйняття тенденцій, пов'язаних з правами ЛГБТ. Крім того, його використовували соціальні та релігійні консерватори для опису передбачуваних цілей ЛГБТ-правозахисників, наприклад, залучення гетеросексуалів до того, що консерватори називають «гомосексуальним способом життя».

## Конфлікт точок зору
Дискусії щодо пропаганди гомосексуальності викликані принциповою різницею у поглядах на саме явище гомосексуальності, що розглядається одними як варіант норми, а іншими — як відхилення від норми.
- Ті, хто розглядає гомосексуальність як відхилення від норми («хворобу», «збочення» тощо[14]), вважають неприйнятним пропагування гомосексуального способу життя і виступають за заборону такої діяльності, в тому числі на законодавчому рівні[15].
- Ті, хто розглядає гомосексуальність як варіант норми, навпаки — відкрито виступають за захист прав сексуальних меншин, критикуючи при цьому не тільки законодавчі ініціативи щодо заборони пропаганди гомосексуальності, але й саме поняття «пропаганди гомосексуальності».

## Історія

### США
Поняття «гомосексуальна пропаганда» (англ. homosexual promotion) виникло у США наприкінці 1960-х років як реакція на посилений вихід гомосексуалів «з підпілля» (камінґ-аут) після Стоунволлських бунтів та формування руху за рівноправність геїв, лесбійок, бісексуалів та транссексуалів. Згодом з'явилися пов'язані поняття — «гомосексуальне вербування» (англ. homosexual recruitment) і «гомосексуальна тактика» (англ. homosexual agenda).
Фразу «порядок денний геїв» у Сполучених Штатах популяризував відеосеріал, створений євангельською релігійною групою «Springs of Life Ministries», і розповсюджений багатьма правозахисними організаціями, перше відео якого отримало назву «Порядок гей-парадів» і було опубліковане у 1992 р. Відео було широко розповсюджено і потрапило у центр національної уваги. Його використовували у політичних кампаніях, наприклад, Альянс громадян Орегону (OCA), консервативна християнська політична активістська організація. OCA використовували це відео як частину своєї кампанії щодо 9-го виборчого заходу для внесення змін до Конституції штату Орегон, щоб запобігти тому, що OCA називає особливими правами для геїв, лесбійок та бісексуалів.
Співачка, баптистка та колишня королева краси Аніта Брайант проводила свою кампанію під назвою «Врятуйте наших дітей» (англ. «Save Our Children»), спрямовану на підтримку скасування поправки в законі округу Маямі-Дейд штату Флорида про недопущення дискримінації на робочих місцях (зокрема, в школах) за ознакою сексуальної орієнтації.
Попри заяви ЛГБТ-спільнот про відсутність реальних доказів гомосексуального вербуванняна референдумі, ініційованому Брайант, більшість (69 %) висловилася за скасування поправки і поправка про заборону дискримінації гомосексуалів була анульована. Вона була повернута лише 20 років потому в 1998 році.
У 2003 році була опублікована книга президента некомерційної правозахисної прохристиянської організації «Фонд об'єднаного захисту» (англ. «Alliance Defense Fund») Алана Сієрса (англ. Alan Sears) і її віце-президента Крейґа Остена (англ. Craig Osten) «Тактика гомосексуалів» (2003), в якій стверджується, що тактична програма гомосексуалів, прорахована на багато років вперед, має своєю метою «зруйнувати традиційні поняття про сім'ю і шлюб». У своєму висновку автори апелюють до книги «Після балу: як Америка переможе свій страх і ненависть до геїв у 90-х» психолога Маршалла Керка (англ. Marshall Kirk) і рекламіста Хантера Медсена (англ. Hunter Madsen).
У 2010 році Американська консервативно-християнська група Рада з питань сімейних досліджень (FRC) підготувала графічний матеріал з назвою «Порядок денний гомосексуальності». Християнські групи, такі як FRC, посилалися на побоювання щодо «гомосексуальної програми» та проти поширення законодавства про злочини на ґрунті ненависті, щоб охопити дії, мотивовані упередженням щодо сексуальної орієнтації чи гендерної ідентичності особи, а також навчальних програм державних шкіл про гомосексуальність, запроваджені з метою зменшення булінгу.

### Східна Європа
У СРСР в 1930-ті роки «вербування до гомосексуалізму» розглядалося як контрреволюційна і шпигунська діяльність, а «організовані об'єднання педерастів» — як «прямі шпигунські осередки», що мало наслідком введення у 1934 році кримінальної відповідальності за гомосексуальні стосунки між чоловіками.
З розпадом СРСР кримінальна відповідальність за мужолозтво була скасована, в результаті чого виходи гомосексуалів із «підпілля» розпочалися і в колишніх радянських республіках. Це дало привід у 2000-х роках заговорити про поширення пропаганди гомосексуальності і в цих країнах, як в громадських колах, так, згодом, і в законотворчій діяльності.
У Росії на загрози гомосексуальної експансії звернула увагу письменниця і активістка антигомосексуального руху Д. Д. Єнікеєва.
У 2003 році в Україні з'явилася організація «Любов проти диктатури», яка оголосила основою своєї діяльності «протистояння гомодиктатурі» і «протекцію інституту традиційної гетеросексуальної сім'ї».
Депутат Державної Думи РФ Микола Кур'янович, колишній член партії ЛДПР, заявив про існування в Росії «гей-мафії» і змови геїв. У ході пікету проти гей-параду 27 травня 2006 р. в Москві депутат стверджував, що «якщо гей-мафія захопить владу, то Росію чекає доля загниваючої Америки і вмираючої Європи».
У сучасному російському законодавстві безпосередньо поняття «камінґ-аут» не фігурує, проте відкрите визнання гомосексуальної своєї орієнтації може розглядатися як пропаганда, якщо перед неповнолітніми. Такі визнання стають особливо помітними, коли здійснюються відомими особами — спортсменами, політиками, діячами шоу-бізнесу і тиражуються у ЗМІ.
Політик і керівник громадської організації «Rocoba» Оскар Юхневич, коментуючи заборону гей-параду і акції протесту в Ризі в 2006 році, заявив, що геї «говорять про гомофобію, а самі пропагують гетерофобію і христофобію. Вони хочуть домогтися диктатури гомосексуалізму, і щоб усякий інакомислячий був видалений з суспільства!».

### Публічні акції
Гей-паради та Марші толерантності вважаються гомофобами однією з найбільш наочних форм пропаганди гомосексуальності. Початок регулярним гей-парадам поклали стоунволлські бунти в Нью-Йорку 1969 року, що стали реакцією на періодичні облави та переслідування гомосексуалів, що практикувалися правоохоронними органами США. На цей час гомосексуальність була офіційно включена до Керівництва з діагностики і статистики психічних розладів, гомосексуальні стосунки в багатьох штатах США вважалися кримінальним злочином, а підозра у гомосексуальній орієнтації розглядалася як офіційна підстава для відмови у працевлаштуванні в освітній галузі та на державній службі.
28 червня 1970 року гомосексуали відзначили першу річницю стоунволлських бунтів Нью-Йоркським гей-парадом. Цей парад поклав початок щорічним акціям, що в середовищі гомосексуалів згодом стали називатися «парадами гордості» (англ. pride parades) і проходити не тільки в Нью-Йорку, але й багатьох інших містах по всьому світу.
В 1990 році гомосексуальність була виключена з Міжнародного класифікатора хвороб, і тепер відзначається як ще одна пам'ятна дата — «Міжнародний день проти гомофобії». Ця дата відмічається в багатьох країнах Веселковим флешмобом.
На рубежі століть ЛГБТ-спільнотами були впроваджені деякі інші «ЛГБТ-дати», такі як «День святкування бісексуальності», «День пам'яті трансгендерів», «День мовчання», що також супроводжуються масовими акціями. ЛГБТ-спільноти не приховують, що масовими акціями гомосексуалів рухає ідея їхньої відкритості і видимості, а також бажання продемонструвати, що гомосексуалам «немає чого стидатися».
Натомість, гомофобами такі акції нерідко розглядаються саме як пропаганда гомосексуального способу життя.

## Законодавчі ініціативи

### Україна
2 жовтня 2012 Верховна Рада України прийняла за основу законопроєкт про внесення змін до деяких законодавчих актів (щодо захисту прав дітей на безпечний інформаційний простір). Проєктом (реєстр. № 8711) пропонується внести доповнення до низки чинних законів щодо заборони пропаганди гомосексуальності, виробництва, виготовлення та розповсюдження продукції, яка пропагує гомосексуальність, та встановлення кримінальної відповідальності за відповідні дії. Крім того, проєкт містить норму щодо відповідальності за розповсюдження творів, що пропагують гомосексуальність.
Навесні 2012 року був зареєстрований ще один аналогічний проєкт № 10290. Обидва законопроєкти були схвалені профільним комітетом Ради зі свободи слова і інформації. 7 липня 2012 року у Верховну Раду надійшов ще один законопроєкт № 10729, що припускав адміністративну відповідальність у вигляді штрафів від 500 до 900 неоподатковуваних мінімумів доходів громадян (8,5-15,3 тис. гривень) за пропаганду «гомосексуалізма, лесбійства, бісексуалізма і трансгендерності».

### Велика Британія
Параграф 28 у законі про місцеве самоврядування у Великій Британії викликав неоднозначну реакцію по відношенню до відкритих публічних обговорень гомосексуальності. Вступ цієї поправки в силу викликало закриття, обмеження або самоцензуру обговорень і зізнань гомосексуальних і бісексуальних відносин (а також питань транссексуальності та сексуального різноманіття) на уроках статевого виховання та учнівських заходах у більшості шкіл Великої Британії через страх судових переслідувань. Параграф 28 свідчив, що жоден місцевий орган влади «не повинен навмисне пропагувати гомосексуальність або публікувати матеріали з метою такої пропаганди» або «в будь-якій школі пропагувати навчання прийнятності гомосексуальність як ерзацу сімейних відносин».
Незважаючи на жорсткість закону, по ньому жодного разу не порушено кримінальної справи, а подальше бурхливе обговорення цього параграфа спричинило його повне скасування у 2003 році.
У лютому 2006 року глава консервативної партії Френсіс Мод (англ. Francis Maude), що був у 1988 році міністром уряду Маргарет Тетчер й голосував за «Параграф 28», у своєму інтерв'ю сайту Pinknews.co.uk заявив, що прийняття того закону «було абсолютно неправильним з погляду моральності» й що унаслідок того «консервативну партію почали розглядати як опозиційну до геїв, що в реальності не так».

### Латвія
7 вересня 2006 року сейм Латвії відхилив запропоновані «Латвійською Першою партією» поправки до законів про заборону пропаганди одностатевих відносин в ЗМІ, незважаючи на підтримку цієї ініціативи з боку деяких релігійних організацій. На переконання ЛПП, подібні поправки до закону дозволили б «посилити роль сім'ї у суспільстві, не розколювати суспільство і не створювати помилкового уявлення про те, що в суспільстві існує частина індивідуумів, які претендують на особливе ставлення».

### Литва
У червні 2009 року Сейм Литви прийняв закон «Про захист неповнолітніх від негативної інформації», який криміналізує привселюдне поширення інформації про гомосексуальність, вважаючи що вона «може зашкодити психічному здоров'ю чи інтелектуальному й моральному розвитку неповнолітніх».
27 червня президент Литви Валдас Адамкус наклав вето на закон, пославшись на протиріччя його Конституції, але 14 липня Сейм Литви подолав його: «за» проголосували 87 депутатів із 141, «проти» — 6, утрималися 25 парламентарів. Закон повинен набути чинності з 1 березня 2010 року. Прийняття цього закону викликало бурхливу реакцію серед правозахисників і політиків Європейського союзу. Новий президент Литви Даля Грібаускайте назвала закон гомофобним і виступила за внесення поправок до нього. Унаслідок цього поправки до закону внесено.

### Болгарія
8 серпня 2024 року Народні збори внесли поправку до болгарського закону про освіту, який, забороняє "пропаганду, заохочення або підбурювання у будь-який спосіб, прямо чи опосередковано, в системі освіти ідей і поглядів, пов'язаних з нетрадиційною сексуальною орієнтацією та/або гендерним ототожненням, відмінною від біологічної.
Президент Болгарії Румен Радев 15 серпня 2024 року підписав закон. Також депутити внесли поправку до закону, яка визначає нетрадиційну сексуальну орієнтацію як відмінне від загальноприйнятих і усталених уявлень.

### Грузія
Сакарвелос Парламенті 17 вересня 2024 року ухвалили пакет з 19 законопроєктів. Основною частиною законодавчого пакета є законопроєкт «Про сімейні цінності та захист неповнолітніх». Зміни вносяться в різні закони, цивільний кодекс, трудовий кодекс, законодавство про освіту тощо.
Згідно з пакетом законів, в країні буде неприпустимо реєструвати альтернативний шлюбний союз, який суперечить встановленим законодавством Грузії умовам, та усиновлювати дітей одностатевим парам, людям, гендерна ідентичність яких відрізняється від біологічної статі, а також самотнім людям, сексуальна орієнтація яких не є гетеросексуальною. Опрече цього, в навчальних закладах, ЗМІ та рекламі заборонятиметься поширення «ЛГБТК±пропаганди».
3 жовтня голова грузинського парламенту Шалва Папуашвілі підписала його.

### Росія
В Росії на федеральному рівні такого закону немає, але існують люди, які хотіли б такий закон ввести. Так, депутат Олександр Чуєв неодноразово вносив на розгляд Державної Думи законопроєкт про покарання за пропаганду гомосексуалізму (15 вересня 2003 року, 20 травня 2004, 2 травня 2006 року, 8 травня 2009 року). На думку депутата, якщо люди побачать, що «гомосексуалізм — це добре, то є небезпека, що вони захочуть це спробувати». Обвинуваченим у «публічної демонстрації гомосексуального способу життя та гомосексуальної орієнтації» загрожував заборону на роботу в навчальних закладах, армії і колоніях. Про це повідомляється також і на офіційному сайті Олександра Чуєва.
Всі чотири рази Державна Дума відхиляла законопроєкт, пославшись на протиріччя Конституції.
24 травня 2006 року Дума Рязанської області прийняла доповнення до місцевого Закону про адміністративні правопорушення: "Стаття 3.13. Публічні дії, спрямовані на пропаганду гомосексуалізму (мужолозтва і лесбійства) серед неповнолітніх ". Скарга Н. А. Алексєєва і двох інших громадян на дані положення закону була відхилена визначенням Конституційного суду від 19 січня 2010 року № 151-О-О/2010.
У червні 2008 року ряд комітетів Державної Думи оприлюднили «Концепцію державної політики з духовно-морального виховання дітей», в якій зокрема пропонувалося «встановлення законом заборони на пропаганду дітям гомосексуалізму, в тому числі на формування уявлень про нього як про соціально чи морально прийнятну, схвалювану чи нормальну форму сексуальних відносин».
Попри те що поняття «пропаганди гомосексуалізму» у федеральному законодавстві Росії немає, воно активно використовується у правницькій практиці.
У березні 2006 року прокуратурою Ростовської області було винесено попередження двом місцевим телеканалам (ТРК «Пульс» та «Компанія ЕкспоВІМ») за трансляцію в телечат SMS-повідомлень, "в яких містилася пропаганда нетрадиційної сексуальної орієнтації «(публікації оголошень про знайомство між чоловіками), посилаючись на те що нібито» пропаганда гомосексуалізму в Росії заборонена ".
Посилаючись при цьому на Декларацію прав дитини від 20.11.59, Конвенцію ООН «Про права дитини» від 20.11.89, Федеральний закон від 24.07.98 «Про основні гарантії прав дитини в Російській Федерації» і Закон РФ від 27.12.91 «Про засоби масової інформації», хоча ні в одному з них не згадується гомосексуальність як така.
У 2007 році Управління Федеральної реєстраційної служби по Тюменської області відмовила ЛГБТ-організації «Райдужний дім» на тій підставі, що «діяльність організації, пов'язана з пропагандою нетрадиційної сексуальної орієнтації, може спричинити підрив безпеки російського суспільства і держави» і загрожує територіальній цілісності Російської Федерації. 18 квітня 2007 Федеральна реєстраційна служба РФ підтвердила це рішення, пославшись на експертизу Статуту організації Тюменським юридичним інститутом МВС.
У квітні 2006 року Тверська міжрайонна прокуратура Москви відмовила в порушенні кримінальної справи відносно голови Центрального духовного управління мусульман Росії муфтія Талгата Таджуддін, оцінивши що його вислів «їх (гомосексуалів) слід тільки лупити» «носив характер гіперболи і стосувалося правомірного припинення злочинних хуліганських дій, якими є проведення масової публічної пропаганди неповнолітнім ідеології та способу життя гомосексуалізму».

## Використання терміна в політичних кампаніях
Термін «пропаганда гомосексуальності» іноді застосовується у передвиборчих кампаніях задля залучення консервативної частини виборців.
Так, сенатор штату Каліфорнія Джон Бріггс мав намір стати губернатором Каліфорнії в 1978 році і був вражений небувалою активністю виборців, яку він спостерігав в Маямі під час кампанії щодо скасування закону про недискримінацію гомосексуалів. Повернувшись в Сакраменто, Бріггс підготував законопроєкт, який забороняв геям і лесбійкам викладати у державних школах у всій Каліфорнії, оскільки діти беруть з них приклад. У приватних бесідах Бріггс стверджував, що нічого проти геїв не має, як-то раз він пояснював журналістові Ренди Шилтса: «Це — політика. Тільки політика».

## Критика концепції
Опонентом концепції «вербування в гомосексуальність» є Американська психіатрична асоціація, яка неодноразово заявляла, що не існує достовірних наукових даних про можливість примусового зміни орієнтації (у тому числі за допомогою репаративної терапії) або нав'язування її людині. АПА вважає що «вербування» саме по собі неможливе саме тому, що сексуальна орієнтація — не предмет свідомого вибору. Зокрема, член АПА д-р Роберт Спітцер, коментуючи своє дослідження 2001 року щодо можливості зміни орієнтації, заявляв: «Я передбачав, що результати моєї роботи будуть трохи невірно витлумачені, однак я не очікував, що деякі ЗМІ будуть стверджувати, що робота аналізувала питання вибору гомосексуальності. Ніхто не обирає, бути йому гомо- чи гетеросексуальним».
Таку саму позицію займає і Американська психологічна асоціація, яка визнала гомосексуальність варіантом нормальної поведінки 1975 року, та Всесвітня організація охорони здоров'я, що виключила діагноз «гомосексуальність» з номенклатури психічних хвороб.
ЛГБТ — організації заперечують наявність загальної для всіх секретної або відкритої «програми» або «диктату», в тому числі і такі групи як «Альянс геїв і лесбійок проти наклепу». Їх пріоритетами є припинення дискримінації на роботі і в суспільстві, а також рівні з усіма права геїв, лесбійок, бісексуалів і транссексуалів.
Деякі члени ЛГБТ-співтовариства вважають, що зважаючи на високу неоднорідність самого співтовариства за статтю, віком і соціальним станом політичні цілі його членів занадто різняться один від одного, щоб складати якусь єдину для всіх тактику боротьби за свої права. Психотерапевти Граза Ковзун та Мев Меллі підтверджують таку точку зору: «Лесбійки і геї аж ніяк не утворюють [однорідну групу]. Для багатьох з них не менше, а можливо, більш значимими, ніж сексуальність, є характеристики, пов'язані з їх статтю, расою, класової приналежністю, віком, національністью, наявністю фізичних недоліків або інвалідністю». Також приналежність до ЛГБТ-спільноти не означає автоматичної приналежності до будь-якого політичного руху або спільних політичних поглядів. Наприклад, екзит-поли на виборах в Сенат США восени 2006 року показали, що 75 % всіх виборців, що ідентифікують себе як геї, лесбійки і бісексуали, проголосували за демократів, тоді як за республіканців, відомих своєю консервативною позицією щодо цивільних прав представників ЛГБТ-спільноти, проголосувало, тим не менше, 24 % виборців.